# Liacarus lectronus
Liacarus lectronus är en kvalsterart som beskrevs av Harold G. Higgins och Tyler A. Woolley 1969. Liacarus lectronus ingår i släktet Liacarus och familjen Liacaridae. Inga underarter finns listade i Catalogue of Life.